# Tour de Taiwan 2023
Il Tour de Taiwan 2023, ventesima edizione della corsa, valevole come prova dell'UCI Asia Tour 2023 categoria 2.1, si svolse in cinque tappe dal 12 al 16 marzo 2023 su un percorso di 670,3 km, con partenza da Taipei e arrivo a Kaohsiung City, in Taiwan. La vittoria fu appannaggio dell'olandese Jeroen Meijers, il quale completò il percorso in 15h39'49", alla media di 42,793 km/h, precedendo gli spagnoli Jordi López e Benjamín Prades.
Sul traguardo di Kaohsiung 94 ciclisti, su 110 partiti da Taipei, portarono a termine la competizione.

## Tappe
| Tappa  | Data     | Percorso                        | km     | Vincitore di tappa | Leader cl. generale |
| ------ | -------- | ------------------------------- | ------ | ------------------ | ------------------- |
| 1ª     | 12 marzo | Taipei > Taipei                 | 83,2   | Roy Eefting        | Roy Eefting         |
| 2ª     | 13 marzo | Taoyuan > Taoyuan               | 120,59 | Jordi López        | Raymond Kreder      |
| 3ª     | 14 marzo | Hsinchu > Taichung              | 154,5  | Tijl De Decker     | Raymond Kreder      |
| 4ª     | 15 marzo | Nantou > Nantou                 | 165,57 | Jeroen Meijers     | Jeroen Meijers      |
| 4ª     | 16 marzo | Kaohsiung City > Kaohsiung City | 146,44 | Enrico Zanoncello  | Jeroen Meijers      |
| Totale | Totale   | Totale                          | 670,3  |                    |                     |

## Squadre e corridori partecipanti
Al via 22 formazioni.
| N.      | Cod. | Squadra                           |
| ------- | ---- | --------------------------------- |
| 1-5     | TNN  | Team Novo Nordisk                 |
| 11-15   | GBF  | Green Project-BardianiCSF-Faizanè |
| 21-25   | LTD  | Lotto Dstny                       |
| 31-35   | EKP  | Equipo Kern Pharma                |
| 41-45   | AIS  | Aisan Racing Team                 |
| 51-55   | TWN  | Taipei cinese                     |
| 61-65   | TRI  | Trinity Racing                    |
| 71-75   | PBS  | Maloja Pushbikers                 |
| 81-85   | HAC  | Hrinkow Advarics                  |
| 91-95   | STG  | St George Continental Cycling T.  |
| 101-105 | CPU  | CCACHE x Par Küp                  |

| N.      | Cod. | Squadra                          |
| ------- | ---- | -------------------------------- |
| 121-125 | GLC  | Global 6 Cycling                 |
| 131-135 | JCL  | JCL Team Ukyo                    |
| 141-145 | SCT  | Seoul Cycling Team               |
| 151-155 | KIN  | Kinan Cycling Team               |
| 161-165 | HKG  | Hong Kong                        |
| 171-175 | AQD  | Astana Qazaqstan Development     |
| 181-185 | VCH  | Victoire Hiroshima               |
| 191-195 | THA  | Thailandia                       |
| 201-205 | 7RP  | 7 Eleven Cliqq-Air21 by Roadbike |
| 211-215 | TSG  | Terengganu Polygon Cycling Team  |
| 221-225 | RSA  | Sudafrica                        |

## Dettagli delle tappe

### 1ª tappa
- 12 marzo: Taipei > Taipei - 83,2 km

Risultati
| Pos. | Corridore      | Squadra | Tempo    |
| ---- | -------------- | ------- | -------- |
| 1    | Roy Eefting    | Maloja  | 1h47'41" |
| 2    | Raymond Kreder | JCL     | s.t.     |
| 3    | Filippo Fortin | Maloja  | s.t.     |

| Pos. | Corridore      | Squadra | Tempo    |
| ---- | -------------- | ------- | -------- |
| 1    | Roy Eefting    | Maloja  | 1h47'31" |
| 2    | Raymond Kreder | JCL     | a 4"     |
| 3    | Drew Morey     | Kinan   | s.t.     |

### 2ª tappa
- 13 marzo: Taoyuan > Taoyuan - 120,59 km

Risultati
| Pos. | Corridore       | Squadra     | Tempo    |
| ---- | --------------- | ----------- | -------- |
| 1    | Jordi López     | Kern Pharma | 2h52'16" |
| 2    | Raymond Kreder  | JCL         | s.t.     |
| 3    | Benjamín Prades | JCL         | s.t.     |

| Pos. | Corridore       | Squadra     | Tempo    |
| ---- | --------------- | ----------- | -------- |
| 1    | Raymond Kreder  | JCL         | 4h39'45" |
| 2    | Jordi López     | Kern Pharma | a 2"     |
| 3    | Benjamín Prades | JCL         | a 8"     |

### 3ª tappa
- 14 febbraio: Hsinchu > Taichung - 154,5 km

Risultati
| Pos. | Corridore         | Squadra   | Tempo    |
| ---- | ----------------- | --------- | -------- |
| 1    | Tijl De Decker    | Lotto     | 3h46'18" |
| 2    | Enrico Zanoncello | Green Pr. | s.t.     |
| 3    | Raymond Kreder    | JCL       | s.t.     |

| Pos. | Corridore       | Squadra     | Tempo    |
| ---- | --------------- | ----------- | -------- |
| 1    | Raymond Kreder  | JCL         | 8h25'59" |
| 2    | Jordi López     | Kern Pharma | a 6"     |
| 3    | Benjamín Prades | JCL         | a 12"    |

### 4ª tappa
- 15 marzo: Nantou > Nantou - 165,57 km

Risultati
| Pos. | Corridore          | Squadra    | Tempo    |
| ---- | ------------------ | ---------- | -------- |
| 1    | Jeroen Meijers     | Terengganu | 4h00'25" |
| 2    | Giacomo Ballabio   | Global 6   | s.t.     |
| 3    | Mathijs Paasschens | Lotto      | s.t.     |

| Pos. | Corridore       | Squadra     | Tempo     |
| ---- | --------------- | ----------- | --------- |
| 1    | Jeroen Meijers  | Terengganu  | 12h26'29" |
| 2    | Jordi López     | Kern Pharma | a 1"      |
| 3    | Benjamín Prades | JCL         | a 7"      |

### 5ª tappa
- 15 febbraio: Kaohsiung City > Kaohsiung City - 146,44 km

Risultati
| Pos. | Corridore         | Squadra   | Tempo    |
| ---- | ----------------- | --------- | -------- |
| 1    | Enrico Zanoncello | Green Pr. | 3h13'20" |
| 2    | Hayato Okamoto    | Aisan     | s.t.     |
| 3    | Stefan Kovar      | Hrinkow   | s.t.     |

| Pos. | Corridore       | Squadra     | Tempo     |
| ---- | --------------- | ----------- | --------- |
| 1    | Jeroen Meijers  | Terengganu  | 15h39'49" |
| 2    | Jordi López     | Kern Pharma | a 1"      |
| 3    | Benjamín Prades | JCL         | a 7"      |

## Evoluzione delle classifiche
| Tappa              | Vincitore          | Classifica generale Maglia gialla | Classifica a punti Maglia verde | Classifica scalatori Maglia a pois | Classifica migliore asiatico Maglia blu | Classifica a squadre            |
| ------------------ | ------------------ | --------------------------------- | ------------------------------- | ---------------------------------- | --------------------------------------- | ------------------------------- |
| 1ª                 | Roy Eefting        | Roy Eefting                       | Roy Eefting                     | non assegnata                      | Keigo Kusaba                            | Maloja Pushbikers               |
| 2ª                 | Jordi López        | Raymond Kreder                    | Roy Eefting                     | Jack Aitken                        | Thanakhan Chaiyasombat                  | JCL Team Ukyo                   |
| 3ª                 | Tijl De Decker     | Raymond Kreder                    | Tijl De Decker                  | Jack Aitken                        | Thanakhan Chaiyasombat                  | JCL Team Ukyo                   |
| 4ª                 | Jeroen Meijers     | Jeroen Meijers                    | Jeroen Meijers                  | Jack Aitken                        | Thanakhan Chaiyasombat                  | Terengganu Polygon Cycling Team |
| 5ª                 | Enrico Zanoncello  | Jeroen Meijers                    | Enrico Zanoncello               | Jack Aitken                        | Thanakhan Chaiyasombat                  | Terengganu Polygon Cycling Team |
| Classifiche finali | Classifiche finali | Jeroen Meijers                    | Enrico Zanoncello               | Jack Aitken                        | Thanakhan Chaiyasombat                  | Terengganu Polygon Cycling Team |

Maglie indossate da altri ciclisti in caso di due o più maglie vinte
- Nella 2ª tappa Raymond Kreder ha indossato la maglia verde al posto di Roy Eefting.
- Nella 5ª tappa Tijl De Decker ha indossato la maglia verde al posto di Jeroen Meijers.

## Classifiche finali

### Classifica generale - Maglia gialla
| Pos. | Corridore          | Squadra    | Tempo     |
| ---- | ------------------ | ---------- | --------- |
| 1    | Jeroen Meijers     | Terengganu | 15h39'49" |
| 2    | Jordi López        | Kern Ph.   | a 1"      |
| 3    | Benjamín Prades    | JCL        | a 7"      |
| 4    | Mathijs Paasschens | Lotto      | s.t.      |
| 5    | Giacomo Ballabio   | Global 6   | a 8"      |
| 6    | Drew Morey         | Kinan      | s.t.      |
| 7    | Th. Chaiyasombat   | Thailandia | a 11"     |
| 8    | Riccardo Verza     | Hrinkow    | a 12"     |
| 9    | Jonas Rapp         | Hrinkow    | a 13"     |
| 10   | Camilo Gomez       | Trinity    | s.t.      |

### Classifica a punti - Maglia verde
| Pos. | Corridore         | Squadra   | Punti |
| ---- | ----------------- | --------- | ----- |
| 1    | Enrico Zanoncello | Green Pr. | 42    |
| 2    | Raymond Kreder    | JCL       | 39    |
| 3    | Tijl De Decker    | Lotto     | 36    |
| 4    | Hayato Okamoto    | Aisan     | 32    |
| 5    | Filippo Fortin    | Maloja    | 31    |

### Classifica scalatori - Maglia a pois
| Pos. | Corridore       | Squadra     | Punti |
| ---- | --------------- | ----------- | ----- |
| 1    | Jack Aitken     | St George   | 20    |
| 2    | Jonas Rapp      | Hrinkow     | 20    |
| 3    | Hoonmin Jun     | Seoul       | 18    |
| 4    | Benjamin Dyball | Victoire    | 16    |
| 5    | Jordi López     | Kern Pharma | 15    |

### Classifica miglior asiatico - Maglia blu
| Pos. | Corridore          | Squadra    | Punti     |
| ---- | ------------------ | ---------- | --------- |
| 1    | Th. Chaiyasombat   | Thailandia | 15h40'00" |
| 2    | Daniil Pronskiy    | Astana DT  | a 2"      |
| 3    | Jambalj. Sainbayar | Terengganu | a 3"      |
| 4    | Yuma Koishi        | JCL        | s.t.      |
| 5    | Andrey Remkhe      | Astana DT  | a 3'35"   |

### Classifica a squadre
| Pos. | Squadra                       | Tempo     |
| ---- | ----------------------------- | --------- |
| 1    | Terengganu Polygon Cycling T. | 47h00'11" |
| 2    | Hrinkow Advarics              | a 6"      |
| 3    | Lotto Dstny                   | a 19"     |
| 4    | Global 6 Cycling              | a 2'27"   |
| 5    | JCL Team Ukyo                 | a 3'24"   |